# Ceux qui m'aiment prendront le train
Ceux qui m'aiment prendront le train (br: Os que me Amam Tomarão o Trem; pt: Quem Me Amar Irá de Comboio) é um filme francês de 1998, do gênero drama, dirigido por Patrice Chéreau.

## Sinopse
Amigos, ex-amantes e familiares de um pintor que acabou de morrer pegam um trem em Paris com destino a Limoges, onde o falecido queria ser enterrado. No caminho aparecem os dramas de cada um.

## Elenco
- Pascal Greggory
- Valeria Bruni Tedeschi
- Charles Berling
- Jean-Louis Trintignant
- Bruno Todeschini
- Vincent Perez
- Roschdy Zem
- Chantal Neuwirth
- Sylvain Jacques

## Principais prêmios e indicações
Prêmio César 1999 (França)
- Venceu nas categorias de melhor diretor, melhor atriz coadjuvante (Dominique Blanc) e melhor fotografia (Eric Gautier).
- Indicado nas categorias de melhor filme, melhor ator (Pascal Greggory), melhor ator coadjuvante (Vincent Perez e Jean-Louis Trintignant), mehor som, melhor edição e melhor desenho de produção.

Festival de Cannes 1998 (França)
- Indicado à Palma de Ouro (melhor filme).